# Самані (Хоккайдо)

42°7′40″ пн. ш. 142°56′2″ сх. д. / 42.12778° пн. ш. 142.93389° сх. д.
Сама́ні (яп. 様似町, さまにちょう, МФА: [samaɲi t͡ɕoː]) — містечко в Японії, в повіті Самані округу Хідака префектури Хоккайдо. Станом на 1 жовтня 2008 року площа містечка становила 364,33 км². Станом на 31 березня 2017 населення містечка становило 4507 осіб.

## Місцевості
Айу́ші (яп. 逢牛村, あいうしむら) — місцевість, що нині входить до містечка Самані.